# Platyceratops tatarinovi
Platyceratops tatarinovi es la única especie conocida del género extinto  Platyceratops  (gr.“cara de cuerno plano”) de dinosaurio marginocéfalo,  bagaceratópsido, que vivió a finales del período Cretácico, hace aproximadamente entre 75 y 72 millones de años, en el Campaniense, en lo que es hoy Asia. Sus fósiles se encontraron en la Formación Barun Goyot, cerca de las localidades de Khulsan y Khermiin Tsav en la depresión de Nemegt en Mongolia. Su cráneo es similar al de Bagaceratops, pero es más grande y presenta un gran cuerno sobre el hocico. Se ha propuesto que solo es una especie de  Bagaceratops. La especie tipo es Platyceratops tatarinovi, descrita por Alifanov en 2003. Platyceratops pertenecía a Ceratopsia, y como todos estos era herbívoro, el nombre en griego significa "cara con cuernos", un grupo de dinosaurios herbívoros con picos parecidos a los de los loros que prosperaron en América del Norte y Asia durante el período Cretácico. La validez de Platyceratops permanece en duda. Tanto Platyceratops como Bagaceratops se encontraron en la misma localidad, los Red Beds en Khermeen Tsav, lo que plantea la posibilidad de que sean de hecho la misma especie.